# 四ツ柳隆夫
四ツ柳 隆夫（よつやなぎ たかお、1938年4月11日 - ）は、日本の化学工学者。東北大学名誉教授。元宮城工業高等専門学校校長。元日本分析化学会会長。元日本化学会副会長。父は四ツ柳高茂。

## 人物・経歴
北海道函館市生まれ。北海道函館中部高等学校を経て、1961年北海道大学工学部応用化学科卒業。1966年北海道大学大学院工学研究科応用化学専攻博士課程修了、工学博士。1971年日本分析化学会奨励賞受賞。北海道大学助教授を経て、1978年東北大学教授。1991年環境科学会評議員。1992年日本微量元素学会評議員。同年日本化学会学術賞受賞。1996年日本分析化学会学会賞受賞。1997年東北大学大学院工学研究科研究科長・工学部学部長。2000年東北大学名誉教授、宮城工業高等専門学校長、日本分析化学会会長。2002年国立高等専門学校協会会長。2004年国立高等専門学校機構理事。2007年宮城工業高等専門学校顧問。2009年東北大学未来科学技術共同研究センターシニア・リサーチ・フェロー。日本化学会副会長、文部科学省中央教育審議会大学制度部会専門委員、大学評価・学位授与機構評議員、日本技術者教育認定機構基準委員会委員、宮城県産業振興審議会会長なども歴任した。2014年4月瑞宝中綬章受章。